# Lukáš Bauer
Lukáš Bauer (Ostrov, 18 augustus 1977) is een Tsjechische langlaufer die bij de Olympische Winterspelen 2006 zilver won op de 15 kilometer klassieke stijl. Bauer was aan het begin van zijn carrière gespecialiseerd in de klassieke stijl, de laatste jaren behoort hij ook in de vrije stijl tot de wereldtop.
Zijn grootste succes tot nu toe behaalde hij bij de Tour de Ski 2007/2008, waar hij vijf etappes won en in de eindstand bijna drie minuten voorsprong had op zijn eerste achtervolgers. Twee jaar later wist Bauer wederom de Tour de Ski te winnen, zijn achtervolgers hadden ditmaal met meer dan een minuut het nakijken.

## Belangrijkste resultaten

### Wereldkampioenschappen junioren
| Jaar | Plaats  | Resultaten                                         |
| ---- | ------- | -------------------------------------------------- |
| 1996 | Asiago  | 17de 10 km klassieke stijl 37ste 30 km vrije stijl |
| 1997 | Canmore | 8ste 10 km klassieke stijl · 30 km vrije stijl     |

### Wereldkampioenschappen
| Jaar | Plaats        | Resultaten                                                                                               |
| ---- | ------------- | --- |
| 1997 | Trondheim     | 47ste 10 km klassieke stijl                                                                              |
| 1999 | Ramsau        | 20ste 10 km klassieke stijl 13de 25 km achtervolging                                                     |
| 2001 | Lahti         | 22ste 15 km klassieke stijl 17de 20 km achtervolging 26ste 30 km klassieke stijl 27ste 50 km vrije stijl |
| 2003 | Val di Fiemme | 17de 15 km klassieke stijl 20ste 2x10 km achtervolging 7de 4x10 km estafette                             |
| 2005 | Oberstdorf    | 5de 15 km vrije stijl 34ste 2x15 km achtervolging 11de 50 km klassieke stijl 8ste 4x10 km estafette      |
| 2007 | Sapporo       | 7de 30 km achtervolging 5de 50 km klassieke stijl                                                        |
| 2009 | Liberec       | 15 km klassieke stijl                                                                                    |
| 2011 | Liberec       | 7e 15 km klassieke stijl 8e 4x10 km estafette 13e 50 km (vrije stijl)                                    |

### Olympische Winterspelen
| Jaar | Plaats         | Resultaten                                                                                        |
| ---- | -------------- | ------------------------------------------------------------------------------------------------- |
| 1998 | Nagano         | 45ste 10 km klassieke stijl 33ste 30 km klassieke stijl 32ste 25 km achtervolging                 |
| 2002 | Salt Lake City | 6de 30 km vrije stijl 12de 2x10 km achtervolging 8ste 50 km klassieke stijl 7de 4x10 km estafette |
| 2006 | Turijn         | 15 km klassieke stijl · 10de 2x15 km achtervolging · 16de 50 km vrije stijl                       |
| 2010 | Vancouver      | 15 km vrije stijl ·                                                                               |

### Eindstand Tour de Ski
| Seizoen   | Plaats |
| --------- | ------ |
| 2007/2008 | Goud   |
| 2008/2009 | 10e    |
| 2009/2010 | Goud   |
| 2010/2011 | Brons  |

### Eindstand algemene wereldbeker
| Seizoen   | Plaats |
| --------- | ------ |
| 1998/1999 | 42ste  |
| 1999/2000 | 61ste  |
| 2000/2001 | 70ste  |
| 2001/2002 | 11de   |
| 2002/2003 | 5de    |
| 2003/2004 | 11de   |
| 2004/2005 | 12de   |
| 2005/2006 | 20ste  |
| 2006/2007 | 37ste  |
| 2007/2008 | Goud   |
| 2008/2009 | 9e     |
| 2009/2010 | Zilver |
| 2010/2011 | 4e     |